# Premierato
Col termine premierato (dal francese premier, "primo", qui nel senso di primo ministro) si indicano nel linguaggio politico varianti della forma di governo parlamentare dai contorni non sempre ben definiti.
In generale le due caratteristiche che vengono attribuite (solo talvolta congiuntamente) al premierato sono l'indicazione del capo del governo da parte dell'elettorato (se non l'elezione diretta) e/o un ruolo rafforzato dello stesso capo di governo nei confronti del parlamento.
A seconda di quali di queste caratteristiche gli vengano attribuite, il concetto di premierato può sovrapporsi a quello di forma di governo neoparlamentare (dove il capo del governo è eletto direttamente), a quello di cancellierato (dove il capo del governo, detto cancelliere, ha un ruolo preminente, una maggiore stabilità e una certa legittimazione popolare) o a quello di parlamentarismo a prevalenza del governo (dove il capo del governo riceve un'investitura popolare, seppure indiretta, e il suo legame con la maggioranza parlamentare assicura al sistema un certo grado di stabilità).
Il concetto di premierato viene spesso ricollegato alla forma di governo del Regno Unito, il cosiddetto sistema Westminster.

## Nel mondo

### Regno Unito: il "modello Westminster"
Prototipo del premierato è il modello Westminster, ossia il sistema parlamentare e di governo vigente nel Regno Unito, dove si è affermato, nel corso dei secoli, soprattutto per via consuetudinaria.
Esso prevede che il ruolo di capo del governo sia affidato al leader del partito principale, facendo sì che gli elettori votino indirettamente per il candidato al ruolo di capo del governo (ferma restando la possibilità che in seguito questi venga sostituito a partire da un voto interno al partito); che il capo del governo sia anche guida della maggioranza parlamentare, garantendo al governo una certa stabilità; e che il capo del governo possa decidere lo scioglimento del parlamento in sostanziale autonomia. Non prevede invece l'elezione diretta del Primo ministro, che può inoltre essere sostituito senza bisogno di passare per le elezioni. Può accadere pertanto che, nel corso della legislatura, i deputati appartenenti allo stesso partito del primo ministro gli revochino la fiducia tacitamente accordatagli, eleggendo un nuovo capo del partito che sarà nominato premier dal capo dello Stato. Tale eventualità si è verificata nel 1990, quando i parlamentari del Partito conservatore sostituirono Margaret Thatcher con John Major, e nel 2007, quando il Partito Laburista sostituì il proprio Leader Tony Blair con l'allora Cancelliere dello scacchiere Gordon Brown.
Il premier, di fatto, nomina e revoca i ministri (secretaries) e scioglie la Camera dei comuni, anche se, formalmente, tali provvedimenti assumono l'etichetta di decreti reali.
Questi poteri presuppongono, per il loro esercizio, la fiducia del partito di maggioranza che può tuttavia sempre essere revocata.
Nonostante la centralità del Primo Ministro e del partito di maggioranza assoluta, non sono comunque escluse – e si sono verificate, anche recentemente – le necessità di accordi post-elettorali con partiti minori, al fine di raggiungere la maggioranza dei voti. È stato il caso, ad esempio, dell'accordo tra David Cameron (leader dei conservatori) e Nick Clegg (Liberal-Democratici) per formare un governo di coalizione nel 2010.

### Il cancellierato tedesco
In Germania il premierato è inteso come forma di governo in cui i poteri del cancelliere sono più forti di un primo ministro, anche in relazione al Presidente della Repubblica. Solo il cancelliere – senza l'intero governo – deve rivolgersi al Parlamento per chiedere la fiducia e ha anche il potere di revocare e nominare i ministri.

### Il premierato in Israele
Israele è l'unica nazione extraeuropea ad aver sperimentato il premierato. Nel 1992 la Knesset adottò una legge elettorale che introduceva l'elezione diretta del primo ministro israeliano, per dare maggiore stabilità politica al Paese e frenare la frammentazione del voto. Tuttavia, il sistema fu mantenuto solo per tre tornate elettorali (1996, 1999 e 2001) prima di essere accantonato, poiché aveva portato gli elettori a continuare a votare partiti più piccoli e marginali favorendo il voto disgiunto, non avendo previsto nessuna forma di collegamento tra il voto per il premier e quello per il parlamento ed essendo rimasta una legge elettorale di tipo proporzionale.

## Proposte di introduzione del premierato in Italia
L'adozione di un nuovo sistema elettorale maggioritario nel 1993 tramite referendum, unita alla profonda trasformazione del sistema dei partiti a seguito degli scandali di Tangentopoli, ha posto le premesse, anche in Italia, per la strutturazione del sistema politico nella direzione del bipolarismo ed ha avviato il dibattito sulla possibile adozione del premierato nei decenni successivi.
Le elezioni politiche del 1994, 1996, 2001, tramite sistema elettorale maggioritario, e quelle del 2006 e 2008, tramite sistema elettorale proporzionale corretto con premio di maggioranza, hanno condotto alla nomina a Presidente del Consiglio dei ministri del leader designato di una coalizione presentatasi unitariamente alle urne per la prima volta nella storia contemporanea italiana.
Il tema di introdurre costituzionalmente un premierato è tornato alla ribalta alle elezioni politiche del 2022, con l'intenzione di adottare a livello nazionale lo stesso sistema già previsto per l'elezione dei sindaci e dei presidenti di Regione.

### La "bozza Salvi" e la "Bicamerale" (1997-1998)
Dall'esperienza delle crisi di governo del 1995 e del 1998 nacque la proposta di una revisione formale della seconda parte della Costituzione (sull'ordinamento della Repubblica) che mirasse al rafforzamento della posizione del governo e a una sua maggiore stabilità, unitamente ad una riduzione della discrezionalità dei parlamentari nella formazione di maggioranze diverse da quella uscita dalle urne.
Venne così istituita, nel 1997 e fino al 1998, la Commissione bicamerale per le riforme costituzionali, presieduta da Massimo D'Alema (allora segretario del PDS).
Nella "Bicamerale" venne chiamata premierato una proposta contenuta nella cosiddetta "bozza Salvi", dal nome del senatore Cesare Salvi del PDS, che l'aveva redatta. Essa prevedeva l'elezione diretta del primo ministro (denominazione che avrebbe sostituito quella di presidente del Consiglio dei ministri), il suo rapporto di fiducia con la sola Camera dei deputati e lo scioglimento della Camera stessa in caso di approvazione di una mozione di sfiducia. Il primo ministro, inoltre, avrebbe avuto il potere di nomina e revoca dei ministri, anche se ufficialmente spettante al presidente della Repubblica, e avrebbe potuto proporre a quest'ultimo lo scioglimento delle Camere.
Al premierato, la Commissione preferì poi il semipresidenzialismo, prima che l'intero progetto si "arenasse" in Parlamento.

### Il progetto di riforma costituzionale "Berlusconi" (2003-2006)
Durante la XIV legislatura, la maggioranza parlamentare che sosteneva il governo della Casa delle Libertà approvò un disegno di legge costituzionale concernente "Modifiche alla Parte II della Costituzione" che ampliava i poteri del Capo del governo. Tale riforma fu pertanto presentata come un tentativo di introdurre in Italia il premierato.
In questa versione, l'elezione diretta del primo ministro era prevista soltanto secondo modalità stabilite dalla legge e non escludeva la nomina da parte del presidente della Repubblica. Il primo ministro, inoltre, avrebbe nominato e revocato i ministri senza la necessità di decreti presidenziali e avrebbe avuto facoltà di proporre al capo dello Stato lo scioglimento della Camera dei deputati.
A differenza della "bozza Salvi", l'impedimento permanente, la morte o le dimissioni del primo ministro, oppure l'approvazione di una mozione di sfiducia, non avrebbero comportato le elezioni anticipate, ma avrebbero aperto un periodo d'attesa di venti giorni durante i quali i deputati, purché appartenenti alla medesima maggioranza elettorale, avrebbero potuto proporre un nuovo primo ministro, che sarebbe stato nominato dal presidente della Repubblica. Ciò sarebbe potuto avvenire immediatamente in caso di mozione di sfiducia costruttiva contenente, cioè, l'indicazione di un nuovo candidato alla carica di primo ministro, purché approvata da soli deputati appartenenti alla maggioranza espressa dalle urne. Stessa procedura sarebbe stata seguita in caso di richiesta di scioglimento da parte del primo ministro in carica.
La riforma costituzionale contenente questa versione del premierato fu rifiutata dagli elettori al referendum costituzionale del 25 e 26 giugno 2006.

### Il progetto di riforma costituzionale "Meloni - Casellati"
Durante la XIX legislatura, il governo Meloni porta avanti l'iter per il progetto di riforma costituzionale a firma del Presidente del Consiglio dei Ministri Giorgia Meloni e del Ministro per le riforme istituzionali Maria Elisabetta Alberti Casellati.
Il 15 novembre 2023, il governo presenta in Senato un disegno di legge costituzionale concernente "Modifiche agli articoli 59, 88, 92 e 94 della Costituzione per l'elezione diretta del Presidente del Consiglio dei ministri, il rafforzamento della stabilità del Governo e l'abolizione della nomina dei senatori a vita da parte del Presidente della Repubblica" (S.935).
Il 18 giugno 2024, il Senato approva in prima lettura il disegno di legge costituzionale riformulato come "Modifiche alla parte seconda della Costituzione per l'elezione diretta del Presidente del Consiglio dei ministri, il rafforzamento della stabilità del Governo e l'abolizione della nomina dei senatori a vita da parte del Presidente della Repubblica" (S.935), con 187 votanti, 109 favorevoli, 77 contrari e 1 astenuto. Tutti i partiti della maggioranza del governo Meloni votano a favore, mentre le opposizioni votano contro. Si astiene il senatore Meinhard Durnwalder in rappresentanza del partito SVP. In dettaglio, il disegno di legge costituzionale approvato al Senato prevede:
- l'elezione diretta a suffragio universale del Presidente del Consiglio dei Ministri per la durata di cinque anni, con un limite di due mandati consecutivi (elevabili a tre nel caso in cui nelle legislature precedenti abbia ricoperto l’incarico per un periodo inferiore a sette anni e sei mesi), l'elezione del Presidente del Consiglio deve avvenire contestualmente a quella delle Camere;
- l'attribuzione di un premio di maggioranza alle liste elettorali associate al premier eletto, nel rispetto del principio di rappresentatività e di tutela delle minoranze linguistiche, di entità tale da garantire la maggioranza dei seggi in entrambe le Camere;
- l'abolizione dei senatori a vita di nomina presidenziale, prevedendo che gli attuali senatori a vita rimangano in carica;
- l'eliminazione parziale del cosiddetto semestre bianco, il Presidente della Repubblica non può sciogliere le camere negli ultimi sei mesi del suo mandato salvo che lo scioglimento costituisca atto dovuto. Inoltre è abrogata la possibilità del Presidente della Repubblica di sciogliere una sola camera;
- l'esclusione della controfirma ministeriale del governo su alcuni atti del Presidente della Repubblica, quali la nomina del Presidente del Consiglio, la nomina dei giudici della Corte Costituzionale, la concessione della grazia e la commutazione delle pene, il decreto di indizione delle elezioni e dei referendum, i messaggi al Parlamento e il rinvio delle leggi alle Camere;
- l'eliminazione del potere di nominare il capo del governo da parte del Presidente della Repubblica, che deve conferire l'incarico al candidato eletto dai cittadini ed eventualmente nominare, per una sola volta nel corso della legislatura, in caso di dimissioni volontarie, morte, impedimento permanente o decadenza del premier, un sostituto; quest'ultimo è selezionabile esclusivamente tra i parlamentari eletti provenienti dalle liste elettorali associate al premier eletto;
- l'attribuzione al Presidente della Repubblica, su proposta del Presidente del Consiglio, del potere di revoca dei ministri, oltre a quello di nomina degli stessi, già previsto dalla Costituzione;
- lo scioglimento automatico delle Camere (formalmente disposto dal Presidente della Repubblica) in caso di approvazione di una mozione di sfiducia nei confronti del Governo e la facoltà del premier eletto di chiedere e ottenere lo scioglimento delle Camere in caso di dimissioni.[19][20]

Sondaggi
| Data              | Istituto  | Committente        | Campione | Sì  | No  | Non so /Indecisi | Distacco |
| ----------------- | --------- | ------------------ | -------- | --- | --- | ---------------- | -------- |
| 18-19 giugno 2024 | Demopolis | Otto e mezzo (LA7) | 2000     | 51% | 44% | 5%               | 7%       |